# Giải bóng đá A1 toàn quốc 1986
Giải bóng đá A1 toàn quốc 1986 là mùa giải thứ 6 của Giải bóng đá A1 toàn quốc, giải đấu bóng đá hạng cao nhất Việt Nam. Giải diễn ra từ 30 tháng 3 đến 8 tháng 6 năm 1986 với 20 đội bóng tham dự. Khác với các giải đấu trước, mùa giải này không có đội bóng xuống hạng.

## Thể thức
Giải đấu bao gồm hai giai đoạn:
- Giai đoạn 1: 20 đội bóng được chia làm 3 bảng, thi đấu vòng tròn hai lượt chọn 2 đội dẫn đầu mỗi bảng vào giai đoạn 2. Các trận hoà thứ tư trở đi của mỗi đội sẽ không được tính điểm.
- Gai đoạn 2: 6 đội bóng vượt qua giai đoạn 1 thi đấu vòng tròn một lượt, đội nhiều điểm nhất sẽ là đội vô địch. Nếu trận đấu kết thúc với tỷ số hòa, sẽ tiến hành loạt sút luân lưu để xác định đội thắng

## Giai đoạn 1

### Bảng A
| TT | Đội                                  | Trận | Thắng | Hòa | Thua | Bàn thắng | Bàn thua | Điểm | Ghi chú             |
| 1  | Công nghiệp Hà Nam Ninh              | 12   | 5     | 4   | 3    | 22        | 15       | 13   | Lọt vào giai đoạn 2 |
| 2  | Sở Công nghiệp Thành phố Hồ Chí Minh | 12   | 5     | 5   | 2    | 14        | 12       | 13   | Lọt vào giai đoạn 2 |
| 3  | Phòng không                          | 12   | 4     | 6   | 2    | 19        | 14       | 11   |                     |
| 4  | Lâm Đồng                             | 12   | 4     | 3   | 5    | 8         | 13       | 11   |                     |
| 5  | Cảng Hải Phòng                       | 12   | 3     | 6   | 3    | 12        | 9        | 9    |                     |
| 6  | Phú Khánh                            | 12   | 3     | 5   | 4    | 11        | 13       | 9    |                     |
| 7  | Công an Thanh Hóa                    | 12   | 2     | 3   | 7    | 8         | 18       | 7    |                     |

| Lượt đi | Lượt đi | Lượt đi | Trận                                 | Trận | Trận                                 | Lượt về | Lượt về | Lượt về |
| ------- | ------- | ------- | ------------------------------------ | ---- | ------------------------------------ | ------- | ------- | ------- |
| Ngày    | Sân     | Tỷ số   | Đội                                  |      | Đội                                  | Tỷ số   | Sân     | Ngày    |
| Vòng 1  |         | 1-0     | Lâm Đồng                             | -    | Phòng Không                          | 1-1     |         | Vòng 8  |
| Vòng 1  |         | 1-1     | Cảng Hải Phòng                       | -    | Sở Công nghiệp Thành phố Hồ Chí Minh | 3-1     |         | Vòng 8  |
| Vòng 1  |         | 4-1     | Công nghiệp Hà Nam Ninh              | -    | Công an Thanh Hóa                    | 2-0     |         | Vòng 8  |
| Vòng 2  |         | 1-1     | Phú Khánh                            | -    | Sở Công nghiệp Thành phố Hồ Chí Minh | 1-1     |         | Vòng 9  |
| Vòng 2  |         | 1-0     | Lâm Đồng                             | -    | Công an Thanh Hóa                    | 1-3     |         | Vòng 9  |
| Vòng 2  |         | 1-1     | Cảng Hải Phòng                       | -    | Công nghiệp Hà Nam Ninh              | 1-1     |         | Vòng 9  |
| Vòng 3  |         | 2-2     | Phòng Không                          | -    | Công an Thanh Hóa                    | 1-0     |         | Vòng 10 |
| Vòng 3  |         | 0-0     | Phú Khánh                            | -    | Công nghiệp Hà Nam Ninh              | 1-2     |         | Vòng 10 |
| Vòng 3  |         | 1-1     | Lâm Đồng                             | -    | Cảng Hải Phòng                       | 1-0     |         | Vòng 10 |
| Vòng 4  |         | 0-3     | Sở Công nghiệp Thành phố Hồ Chí Minh | -    | Công nghiệp Hà Nam Ninh              | 2-1     |         | Vòng 11 |
| Vòng 4  |         | 0-0     | Phòng Không                          | -    | Cảng Hải Phòng                       | 2-1     |         | Vòng 11 |
| Vòng 4  |         | 0-0     | Phú Khánh                            | -    | Lâm Đồng                             | 2-0     |         | Vòng 11 |
| Vòng 5  |         | 0-0     | Công an Thanh Hóa                    | -    | Cảng Hải Phòng                       | 0-1     |         | Vòng 12 |
| Vòng 5  |         | 1-0     | Sở Công nghiệp Thành phố Hồ Chí Minh | -    | Lâm Đồng                             | 1-0     |         | Vòng 12 |
| Vòng 5  |         | 3-1     | Phòng không                          | -    | Phú Khánh                            | 1-1     |         | Vòng 12 |
| Vòng 6  |         | 1-2     | Công nghiệp Hà Nam Ninh              | -    | Lâm Đồng                             | 3-0     |         | Vòng 13 |
| Vòng 6  |         | 2-1     | Công an Thanh Hóa                    | -    | Phú Khánh                            | 0-2     |         | Vòng 13 |
| Vòng 6  |         | 1-1     | Sở Công nghiệp Thành phố Hồ Chí Minh | -    | Phòng không                          | 2-1     |         | Vòng 13 |
| Vòng 7  |         | 0-1     | Cảng Hải Phòng                       | -    | Phú Khánh                            | 3-0     |         | Vòng 14 |
| Vòng 7  |         | 2-2     | Công nghiệp Hà Nam Ninh              | -    | Phòng không                          | 2-5     |         | Vòng 14 |
| Vòng 7  |         | 0-0     | Công an Thanh Hóa                    | -    | Sở Công nghiệp Thành phố Hồ Chí Minh | 0-3     |         | Vòng 14 |

### Bảng B
| TT | Đội                   | Trận | Thắng | Hòa | Thua | Bàn thắng | Bàn thua | Điểm | Ghi chú             |
| 1  | Hải Quan              | 12   | 7     | 4   | 1    | 17        | 7        | 17   | Lọt vào giai đoạn 2 |
| 2  | Câu lạc bộ Quân đội   | 12   | 7     | 4   | 1    | 15        | 9        | 17   | Lọt vào giai đoạn 2 |
| 3  | Than Quảng Ninh       | 12   | 5     | 3   | 4    | 15        | 13       | 13   |                     |
| 4  | Công nhân Nghĩa Bình  | 12   | 3     | 3   | 6    | 11        | 13       | 9    |                     |
| 5  | Công an Hải Phòng     | 12   | 3     | 3   | 6    | 5         | 9        | 9    |                     |
| 6  | Quân khu Thủ đô       | 12   | 2     | 7   | 3    | 14        | 16       | 7    |                     |
| 7  | Công nghiệp Thực phẩm | 12   | 1     | 4   | 7    | 5         | 15       | 5    |                     |

| Lượt đi | Lượt đi | Lượt đi | Trận                  | Trận | Trận                  | Lượt về | Lượt về  | Lượt về |
| ------- | ------- | ------- | --------------------- | ---- | --------------------- | ------- | -------- | ------- |
| Ngày    | Sân     | Tỷ số   | Đội                   |      | Đội                   | Tỷ số   | Sân      | Ngày    |
| Vòng 1  |         | 2-1     | Câu lạc bộ Quân đội   | -    | Than Quảng Ninh       | 1-0     |          | Vòng 8  |
| Vòng 1  |         | 0-0     | Công nghiệp thực phẩm | -    | Công nhân Nghĩa Bình  | 0-1     |          | Vòng 8  |
| Vòng 1  |         | 1-0     | Hải Quan              | -    | Công an Hải Phòng     | 0-1     |          | Vòng 8  |
| Vòng 2  |         | 1-1     | Quân khu Thủ đô       | -    | Công nhân Nghĩa Bình  | 3-2     |          | Vòng 9  |
| Vòng 2  |         | 1-0     | Câu lạc bộ Quân đội   | -    | Công an Hải Phòng     | 1-0     |          | Vòng 9  |
| Vòng 2  |         | 0-2     | Công nghiệp thực phẩm | -    | Hải Quan              | 0-3     |          | Vòng 9  |
| Vòng 3  |         | 1-0     | Than Quảng Ninh       | -    | Công an Hải Phòng     | 0-0     |          | Vòng 10 |
| Vòng 3  |         | 1-3     | Quân khu Thủ đô       | -    | Hải Quan              | 1-1     |          | Vòng 10 |
| Vòng 3  |         | 2-1     | Câu lạc bộ Quân đội   | -    | Công nghiệp thực phẩm | 1-1 (1) | Chi Lăng | Vòng 10 |
| Vòng 4  |         | 0-1     | Công nhân Nghĩa Bình  | -    | Hải Quan              | 0-0     |          | Vòng 11 |
| Vòng 4  |         | 2-1     | Than Quảng Ninh       | -    | Công nghiệp Thực phẩm | 2-0     |          | Vòng 11 |
| Vòng 4  |         | 0-0     | Quân khu Thủ đô       | -    | Câu lạc bộ Quân đội   | 3-3     |          | Vòng 11 |
| Vòng 5  |         | 1-0     | Công an Hải Phòng     | -    | Công nghiệp thực phẩm | 0-0     |          | Vòng 12 |
| Vòng 5  |         | 0-1     | Công nhân Nghĩa Bình  | -    | Câu lạc bộ Quân đội   | 1-2     |          | Vòng 12 |
| Vòng 5  |         | 2-1     | Than Quảng Ninh       | -    | Quân khu Thủ đô       | 1-1     |          | Vòng 12 |
| Vòng 6  |         | 1-1     | Câu lạc bộ Quân đội   | -    | Hải Quan              | 0-1     |          | Vòng 13 |
| Vòng 6  |         | 0-1     | Công an Hải Phòng     | -    | Quân khu Thủ đô       | 1-1     |          | Vòng 13 |
| Vòng 6  |         | 1-2     | Công nhân Nghĩa Bình  | -    | Than Quảng Ninh       | 2-1     |          | Vòng 13 |
| Vòng 7  |         | 2-1     | Công nghiệp thực phẩm | -    | Quân khu Thủ đô       | 0-0     |          | Vòng 14 |
| Vòng 7  |         | 1-0     | Hải Quan              | -    | Than Quảng Ninh       | 3-3     |          | Vòng 14 |
| Vòng 7  |         | 1-0     | Công an Hải Phòng     | -    | Công nhân Nghĩa Bình  | 1-3     |          | Vòng 14 |

- (1) Trận đấu giữa Công nghiệp Thực phẩm và Câu lạc bộ Quân đội bị dừng ở phút 70 khi tỷ số đang là 1-1 do sự cố về điện. Kết quả này vẫn được ban tổ chức công nhận.

### Bảng C
| TT | Đội                           | Trận | Thắng | Hòa | Thua | Bàn thắng | Bàn thua | Điểm | Ghi chú             |
| 1  | Cảng Sài Gòn                  | 10   | 5     | 3   | 2    | 18        | 9        | 13   | Lọt vào giai đoạn 2 |
| 2  | Công an Thành phố Hồ Chí Minh | 10   | 5     | 4   | 1    | 18        | 11       | 13   | Lọt vào giai đoạn 2 |
| 3  | Quảng Nam-Đà Nẵng             | 10   | 4     | 5   | 1    | 11        | 5        | 11   |                     |
| 4  | Công an Hà Nội                | 10   | 3     | 4   | 3    | 13        | 16       | 9    |                     |
| 5  | Sông Lam Nghệ Tĩnh            | 10   | 2     | 3   | 5    | 9         | 17       | 7    |                     |
| 6  | Quân khu 3                    | 10   | 0     | 3   | 7    | 11        | 22       | 3    |                     |

| Lượt đi | Lượt đi | Lượt đi | Trận                          | Trận | Trận                          | Lượt về | Lượt về | Lượt về |
| ------- | ------- | ------- | ----------------------------- | ---- | ----------------------------- | ------- | ------- | ------- |
| Ngày    | Sân     | Tỷ số   | Đội                           |      | Đội                           | Tỷ số   | Sân     | Ngày    |
| Vòng 1  |         | 2-2     | Công an Hà Nội                | -    | Công an Thành phố Hồ Chí Minh | 1-2     |         | Vòng 6  |
| Vòng 1  |         | 3-0     | Cảng Sài Gòn                  | -    | Quân khu 3                    | 5-3     |         | Vòng 6  |
| Vòng 1  |         | 0-1     | Sông Lam Nghệ Tĩnh            | -    | Quảng Nam-Đà Nẵng             | 0-2     |         | Vòng 6  |
| Vòng 2  |         | 0-0     | Công an Hà Nội                | -    | Cảng Sài Gòn                  | 1-3 (2) |         | Vòng 7  |
| Vòng 2  |         | 1-1     | Công an Thành phố Hồ Chí Minh | -    | Sông Lam Nghệ Tĩnh            | 4-0     |         | Vòng 7  |
| Vòng 2  |         | 0-1     | Quân khu 3                    | -    | Quảng Nam-Đà Nẵng             | 1-1     |         | Vòng 7  |
| Vòng 3  |         | 0-0     | Công an Thành phố Hồ Chí Minh | -    | Quảng Nam-Đà Nẵng             | 1-1     |         | Vòng 8  |
| Vòng 3  |         | 1-1     | Công an Hà Nội                | -    | Quân khu 3                    | 2-1     |         | Vòng 8  |
| Vòng 3  |         | 2-0     | Cảng Sài Gòn                  | -    | Sông Lam Nghệ Tĩnh            | 1-2     |         | Vòng 8  |
| Vòng 4  |         | 1-1     | Công an Hà Nội                | -    | Sông Lam Nghệ Tĩnh            | 2-1     |         | Vòng 9  |
| Vòng 4  |         | 3-1     | Công an Thành phố Hồ Chí Minh | -    | Quân khu 3                    | 2-1     |         | Vòng 9  |
| Vòng 4  |         | 0-0     | Cảng Sài Gòn                  | -    | Quảng Nam-Đà Nẵng             | 0-0     |         | Vòng 9  |
| Vòng 5  |         | 2-1     | Công an Hà Nội                | -    | Quảng Nam-Đà Nẵng             | 1-4     |         | Vòng 10 |
| Vòng 5  |         | 0-2     | Công an Thành phố Hồ Chí Minh | -    | Cảng Sài Gòn                  | 3-2     |         | Vòng 10 |
| Vòng 5  |         | 3-3     | Quân khu 3                    | -    | Sông Lam Nghệ Tĩnh            | 0-1     |         | Vòng 10 |

- (2) Trận lượt về giữa Cảng Sài Gòn và Công an Hà Nội bị hoãn từ phút thứ 10 do khiếu nại về quả phạt 11m và được tổ chức lại.

## Giai đoạn 2
| TT | Đội                                  | Trận | Thắng | Thua | Bàn thắng | Bàn thua | Điểm |
| 1  | Cảng Sài Gòn                         | 5    | 5     | 0    | 11        | 3        | 10   |
| 2  | Câu lạc bộ Quân đội                  | 5    | 4     | 1    | 7         | 4        | 8    |
| 3  | Hải Quan                             | 5    | 3     | 2    | 13        | 10       | 6    |
| 4  | Sở Công nghiệp Thành phố Hồ Chí Minh | 5    | 1     | 4    | 8         | 12       | 2    |
| 5  | Công nghiệp Hà Nam Ninh              | 5    | 1     | 4    | 8         | 13       | 2    |
| 6  | Công an Thành phố Hồ Chí Minh        | 5    | 1     | 4    | 6         | 11       | 2    |

| Ngày   | Sân | Đội                           | Tỷ số          | Đội                                  |
| Vòng 1 |     | Hải Quan                      | 3-1            | Công nghiệp Hà Nam Ninh              |
| Vòng 1 |     | Công an Thành phố Hồ Chí Minh | 2-2, 4-3 (11m) | Sở Công nghiệp Thành phố Hồ Chí Minh |
| Vòng 1 |     | Cảng Sài Gòn                  | 2-0            | Câu lạc bộ Quân đội                  |
| Vòng 2 |     | Công nghiệp Hà Nam Ninh       | 1-1, 1-4 (11m) | Cảng Sài Gòn                         |
| Vòng 2 |     | Hải Quan                      | 4-2            | Sở Công nghiệp Thành phố Hồ Chí Minh |
| Vòng 2 |     | Câu lạc bộ Quân đội           | 1-0            | Công an Thành phố Hồ Chí Minh        |
| Vòng 3 |     | Câu lạc bộ Quân đội           | 3-1            | Công nghiệp Hà Nam Ninh              |
| Vòng 3 |     | Hải Quan                      | 4-1            | Công an Thành phố Hồ Chí Minh        |
| Vòng 3 |     | Cảng Sài Gòn                  | 2-1            | Sở Công nghiệp Thành phố Hồ Chí Minh |
| Vòng 4 |     | Cảng Sài Gòn                  | 4-1            | Hải Quan                             |
| Vòng 4 |     | Câu lạc bộ Quân đội           | 2-0            | Sở Công nghiệp Thành phố Hồ Chí Minh |
| Vòng 4 |     | Công nghiệp Hà Nam Ninh       | 3-2            | Công an Thành phố Hồ Chí Minh        |
| Vòng 5 |     | Công nghiệp Hà Nam Ninh       | 2-3            | Sở Công nghiệp Thành phố Hồ Chí Minh |
| Vòng 5 |     | Câu lạc bộ Quân đội           | 1-1, 3-2 (11m) | Hải Quan                             |
| Vòng 5 |     | Cảng Sài Gòn                  | 1-0            | Công an Thành phố Hồ Chí Minh        |

| Giải bóng đá A1 toàn quốc lần thứ VI |
| ------------------------------------ |
| Cảng Sài Gòn Vô địch lần thứ nhất    |